# Simeconazol
Simeconazol ist eine chemische Verbindung aus der Gruppe der Triazole bzw. Conazole und ein 2001 von Sankyo eingeführtes Fungizid. Es ist chiral und wird als 1:1-Gemisch der einander enantiomeren  (R)-Form und der (S)-Form eingesetzt.

## Gewinnung und Darstellung
Simeconazol kann ausgehend von α-Chlor-4-fluoracetophenon durch Reaktion mit 1,2,4-Triazol-Natrium und Addition von Trimethylsilylmethylmagnesiumchlorid gewonnen werden.

## Stereochemie
Von chemische Verbindungen mit einem Stereozentrum gibt es bis zu 2n Stereoisomere. Dabei ist n die Anzahl der Stereozentren. Demnach gibt es bei Simeconazol zwei Stereoisomere, die auch experimentell bestätigt und zugelassen sind:
| Enantiomere von Simeconazol | Enantiomere von Simeconazol |
| --------------------------- | --------------------------- |
| CAS-Nummer: 168125-52-8     | CAS-Nummer: 168125-48-2     |

## Verwendung
Simeconazol wird als systemisches Breitband-Fungizid im Getreide-, insbesondere Reisanbau verwendet.

## Zulassung
In den Staaten der EU und in der Schweiz sind keine Pflanzenschutzmittel mit diesem Wirkstoff zugelassen.